# صالة متنقلة

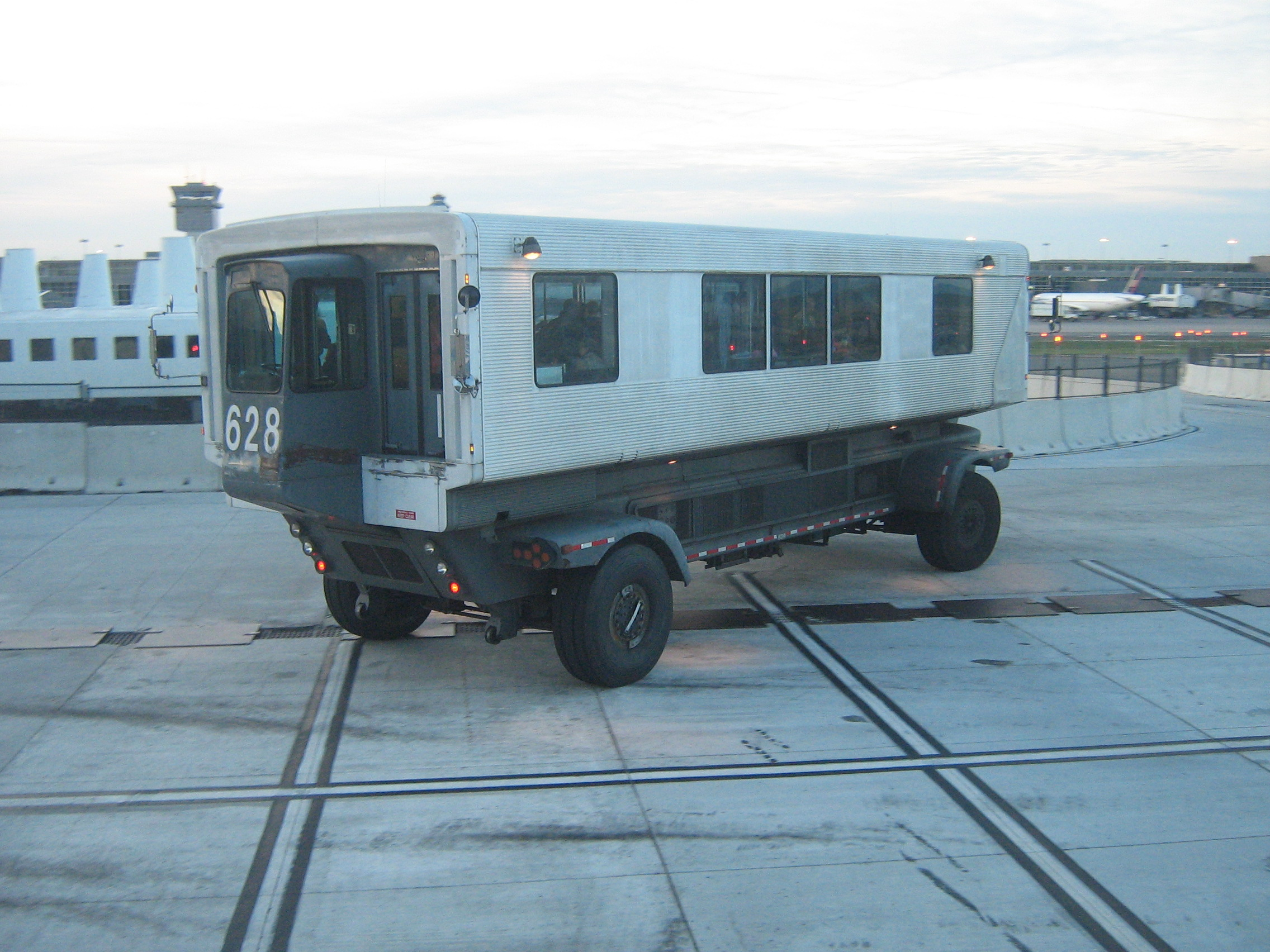
صالة متنقلة في مطار واشنطن دالاس الدولي.

صالة متنقلة (بالإنجليزية: Mobile lounge)‏ هو نظام لصعود ونزول المسافرين من الطائرات باستخدام مركبة تشبه الحافلة.

## الغرض
كانت الصالة المتنقلة ميزة مبتكرة في تصميم محطة مطار واشنطن دولس لمصممها إيرو سارينين الذي عزز مفهومها بفلم قصير للرسوم المتحركة ألفه تشارلز وراي إيمز.
وقد نجح مصممو مطار دالاس في إيصال المفاهيم التي تم التعبير عنها في الفيلم معتقدين بذلك أنه من خلال الانتقال من المحطة الرئيسية مباشرة إلى منحدر طائرة منتصف الطريق، يمكنهم تجنيب الركاب من السير مسافات طويلة على الأقدام وسط الطقس والضوضاء والأدخنة على المنحدر. وقد بدا النظام بلا فائدة مع ظهور جسر طائرة وبناء مبنيين للوسط في هذا المطار .